# Rajanaka: Mantra
Rajanaka: Mantra è un album da solista di Brad Roberts, cantante dei Crash Test Dummies, pubblicato per essere acquistato online. Si compone di vari mantra, accompagnati dalla musica.

## Tracce
1. Shiva Bija – 4:03
2. Om Namo Ganapataye – 5:43
3. By Any & All Means – 3:13
4. Between the Reeds – 3:42
5. The Wonderful Destroyer – 5:43
6. Lalita – 5:33
7. Invocation – 5:06
8. Twisted Trunk – 3:43